# 马塞尔·塞尔当
马塞尔·塞尔当（法語：Marcellin "Marcel" Cerdan，1916年7月22日—1949年10月27日）是一名法国籍世界拳击冠军，被许多拳击专家和拳击迷称为法国以及欧洲最伟大的拳击手，同时也被更多的拳击迷称为来自非洲的最伟大的拳击手之一。他的一生以其运动成绩、社会生活方式以及最终的悲剧而著名。 
马塞尔·塞尔当出生在阿尔及利亚西迪贝勒阿巴斯（Side Bel-Abbes）。1934年11月4日在摩洛哥梅克内斯（Meknes），在一场与Marcel Bucchianeri六回合决出胜负的比赛中，他开始了他的职业拳击生涯。从第一次较量到1939年1月4日在伦敦与Harry Cresner的比赛中被取消参赛资格而第一次失利，他连续赢得了一系列47场比赛的胜利。 阿尔·贝克（Al Baker）和艾萨·阿塔夫（Aisa Attaf）是这一系列被击败的拳击手中的两个，他们都两次被击倒。塞尔当在他的职业生涯中在摩洛哥和阿尔及利亚参加了大量的比赛，随后又在他父亲的家乡法国开始继续他的比赛。1938年，他在卡萨布兰卡一场12回合的比赛中击败了奥马尔·库韦德里（Omar Kouidri），赢得了法国次中量级拳击冠军。
在他的第一场失利之后，塞尔当因连续5场的胜利而有机会在意大利米兰挑战萨维耶罗·图列洛（Saviello Turiello）的欧洲次中量级拳击冠军的头衔。
1949年10月28日，他乘搭的法國航空航班在降落葡萄牙亞速爾群島時撞山墜毀，終年33歲。
塞尔当的纪录是106场胜利和4场失利，其中有61场是击倒对手而获胜。
他与拉莫塔以及扎莱同是国际拳击名人堂的成员。
1983年，塞尔当和歌手艾迪特·皮雅芙（Édith et Marcel）的故事被搬上银幕，拍成了电影《埃迪特与马塞尔》（Édith et Marcel），小马塞尔·塞尔当在其中扮演他父亲。